# Arctosa kwangreungensis
Arctosa kwangreungensis is een spinnensoort in de taxonomische indeling van de wolfspinnen (Lycosidae).
Het dier behoort tot het geslacht Arctosa. De wetenschappelijke naam van de soort werd voor het eerst geldig gepubliceerd in 1986 door Kap Yong Paik & Hozumi Tanaka.